# Cantón de Corredores
Cantón de Corredores är en kanton i Costa Rica.   Den ligger i provinsen Puntarenas, i den sydöstra delen av landet, 200 km sydost om huvudstaden San José.